# Mare de Déu del Remei de Cornellà de Llobregat
La Mare de Déu del Remei de Cornellà de Llobregat, també coneguda com a Verge del Remei de Cornellà, és una figura de talla romànica del segle xii que fou objecte de veneració a Cornellà de Llobregat (Baix Llobregat) fins a la dècada de 1930. Si bé inicialment hauria format part del primer hospital de la història als dominis de Barcelona, més endavant fou retrobada en una cova i exhibida a l'altar de l'antiga església de Santa Maria de Cornellà —on hi fou restaurada amb polèmica.
L'any 1932 o 1933 (hi ha discrepàncies pel que fa a la data exacta) fou robada d'aquesta església catòlica cornellanenca, moment des del qual el seu parador ha romàs desconegut. Nogensmenys, diverses especulacions la situaren a Cornellà de Conflent a mitjan dècada del 1930 i, a la fi del segle xx, també en una col·lecció privada de Nova York.

## Orígens i redescobriment
L'origen de la Mare de Déu del Remei cornellanenca és incert, atès que l'Arxiu Municipal de Cornellà de Llobregat fou cremat durant la Revolta de les Quintes de 1870 i que l'Arxiu Parroquial d'aquest municipi baixllobregatenc fou també víctima d'un incendi l'any 1936. Nogensmenys, l'escriptora cornellanenca Maria Anfruns Torres afirmà durant el primer terç del segle xx que, durant la seva infància, es mantenia la tradició oral que la Mare de Déu s'havia trobat amagada a la Cova de la Mare de Déu del Remei, d'ubicació desconeguda dins el que fou conegut com el barranc de Ca la Coloma o torrent de Cal Llivina (actual Carrer Vicenç Llivina del Barri Centre). Segons Anfruns, és possible que hagués estat amagada en aquella cova per evitar el seu espoli o destrucció en cas de guerra o invasió. Documentada com a cova de la Mare de Déu del Remei per Josep Llobera i Ramon, se'n desconeix la seva ubicació precisa i consegüentment, la història prèvia a la seva trobada a la cova resta incerta.
Segons el Llibre d'Administració del Sant Crist, aquesta mateixa talla podria estat successora d'una altra fins i tot més antiga i explica que fou venerada com a Mare de Déu del Remei a l'Hospital d'en Guitart —el més antic construït als límits de Barcelona, vers 977— abans de ser amagada a la cova que duia el seu nom. L'historiador local Eduard Gelabert i Fiet en recollí la mateixa teoria d'origen, a semblança de la Moreneta de Montserrat. Documentà que, segons la tradició popular, la capacitat de la talla de tornar sempre al mateix lloc cada cop que es movia havia desencadenat que el mossèn local li hagués fet construir una capella parroquial.

## Característiques i restauració
L'estàtua es tractà d'una advocació de la Mare de Déu del Remei amb el nen, feta de fusta. Inicialment, ambdues figures duien una corona i la marededeu destacava per la seva cara arrodonida, amb una corona seguida d'una toca i d'un mantell ric en detalls a les vores i a les mànigues. Amb el cap lleugerament inclinat cap endavant, seia en una cadira culminada per quatre poms i damunt d'un pedestal enrajolat amb triangles a l'esglaó superior, i de quadrats a l'inferior. El nen també coronat, també hauria tingut d'antuvi un mantell ornamentat, segons les fotografies que se n'han preservat.

## Veneració a l'antiga església de Santa Maria

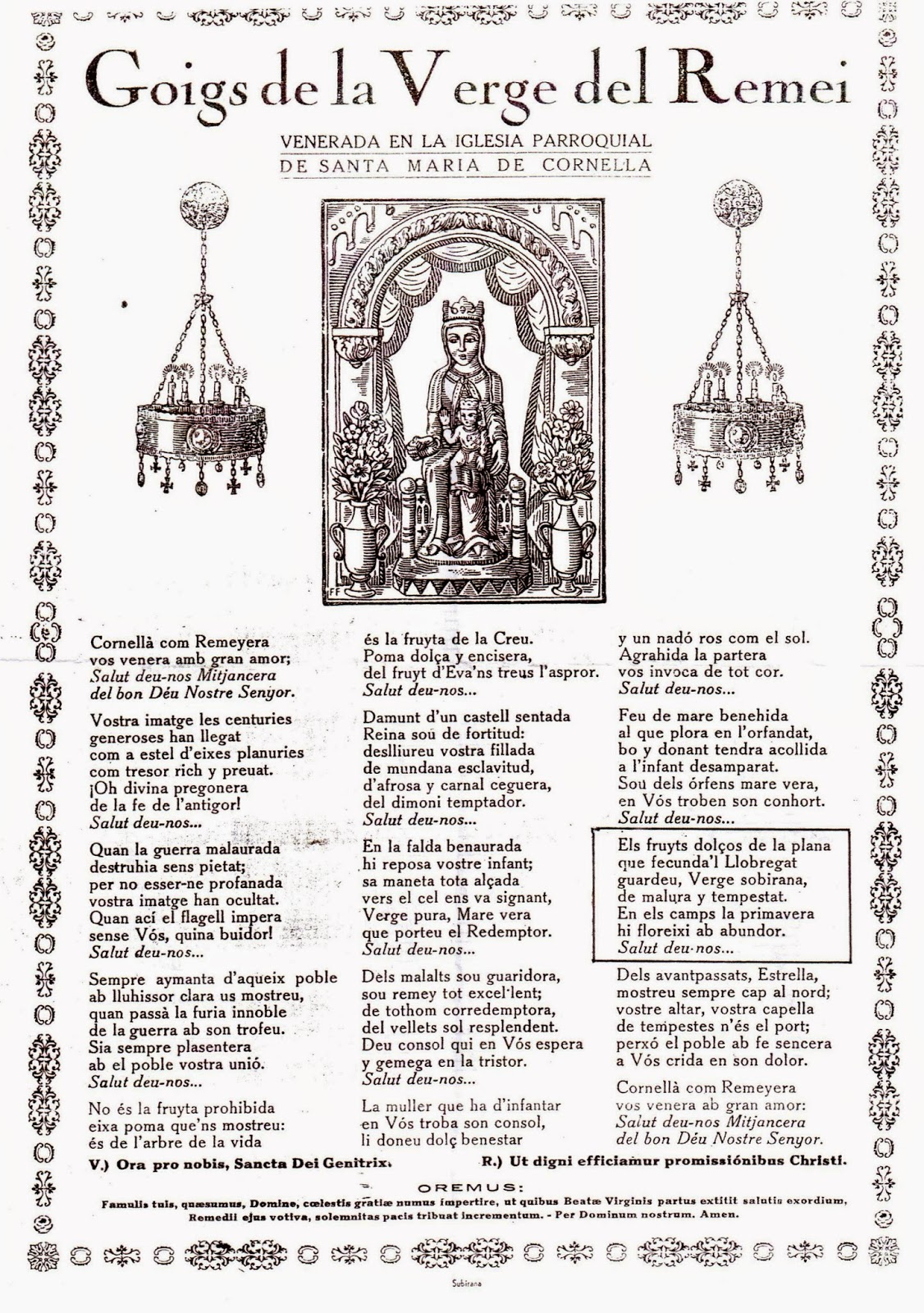
Goigs dedicats a la Verge del Remei de Cornellà, a les darreries del.

De la primera església primitiva d'estil romànic del segle xii de què disposà Cornellà de Llobregat, està documentat que el primer Altar Major havia entronitzat la Verge del Remei. Aquesta veneració, doncs, fou prèvia al segon altar major, que hi fou incorporat el segle xv i també de la primera ampliació de l'edifici, datada de 1578.
Després del seu descobriment, la talla fou inicialment ubicada en una capella lateral de l'església romànica de Santa Maria. L'any 1917, a iniciativa del mossèn local Joan Palà i Soteras, fou traslladada a l'altar major de l'edifici. Hi ha evidències documentals que proven que, a mitjan segle xviii, els propietaris de la finca Giberga (antecessors del poeta Joan Maragall i Gorina) van fundar una confraria que venerava la seua figura el segon diumenge d'octubre de l'any. Entre els segles xviii i xx, la verge també tingué dedicats uns goigs, anomenats Goigs de la Verge del Remei.

## Robatori i especulacions del parador actual
La Mare de Déu del Remei de Cornellà de Llobregat fou robada de l'altar de l'església de Santa Maria de Cornellà per dos individus a plena llum i per la porta del campanar el 23 de maig de 1932 o el 17 de maig de 1933. Tres anys més tard, l'església fou també espoliada i destruïda a l'inici de la Guerra Civil espanyola. Després de la restitució de l'església (completar), l'any 1948 se'n va celebrar la restitució d'una nova escultura amb un homenatge i una placa a la figura del poeta, a tocar de Can Maragall —la seua casa d'estiueig.
D'ençà de l'espoli de la talla romànica, aquesta ha romàs en parador desconegut fins a l'actualitat. Només se'n van tenir indicis en dues ocasions. La primera fou l'any 1935, quan la Gendarmeria Nacional Francesa va informar a la Guàrdia Civil espanyola de la presència de la presumpta figura a Cornellà de Conflent (Catalunya del Nord). Més endavant, a mitjan dècada de 1995, un informador va mostrar al cap del Patrimoni Històric, Cultural i de Biblioteques de l'Ajuntament de Cornellà de Llobregat un catàleg d'una col·lecció privada novaiorquesa (Estats Units d'Amèrica) on hi apareixia una talla que encaixava amb la descripció de l'advocació cornellanenca sostreta.